# Borkowski-Dunin

Herb szlachecki Borkowski-Dunin

Borkowski-Dunin – polski herb szlachecki, odmiana hrabiowska herbu Łabędź.

## Opis herbu
Opis stworzony zgodnie z klasycznymi regułami blazonowania: 

W polu czerwonym łabędź biały. Nad tarczą korona hrabiowska. Nad nią hełm, w koronie którego taki sam łabędź. Labry czerwone podbite srebrem.

## Najwcześniejsze wzmianki
Nadany 12 października 1818 z predykatem hoch- und wohlgeboren (wysoko urodzony i wielmożny) braciom Leonardowi Wincentemu, Franciszkowi, Stanisławowi oraz synom ich zmarłego brata Jakuba: Tytusowi, Henrykowi von Dunin-Borkowskim przez cesarza Franciszka II Habsburga. Podstawą nadania miały być wcześniejsze tytuły uzyskane przez Dunin-Borkowskich w Cesarstwie 15 marca 1547 oraz w Saksonii 23 marca 1738. Mimo iż większość heraldyków tych tytułów nie zna, to powołanie się obdarowanych na te niepotwierdzone nadania oraz patent szlachecki z 1775 wystarczyły jako podstawa nadania. Tytuł potwierdzony hrabiemu Leonardowi Wincentemu dla niego, braci i synowców w Królestwie Polskim 27 maja 1821, oraz tym samym w Austrii 22 lutego 1828.

## Herbowni
Jeden ród herbownych: graf von Dunin-Borkowski.